# Parafia Trójcy Świętej w Iwanowicach
Parafia Trójcy Świętej – parafia rzymskokatolicka w Iwanowicach (diecezja kielecka, dekanat skalski). Erygowana w 1293. 

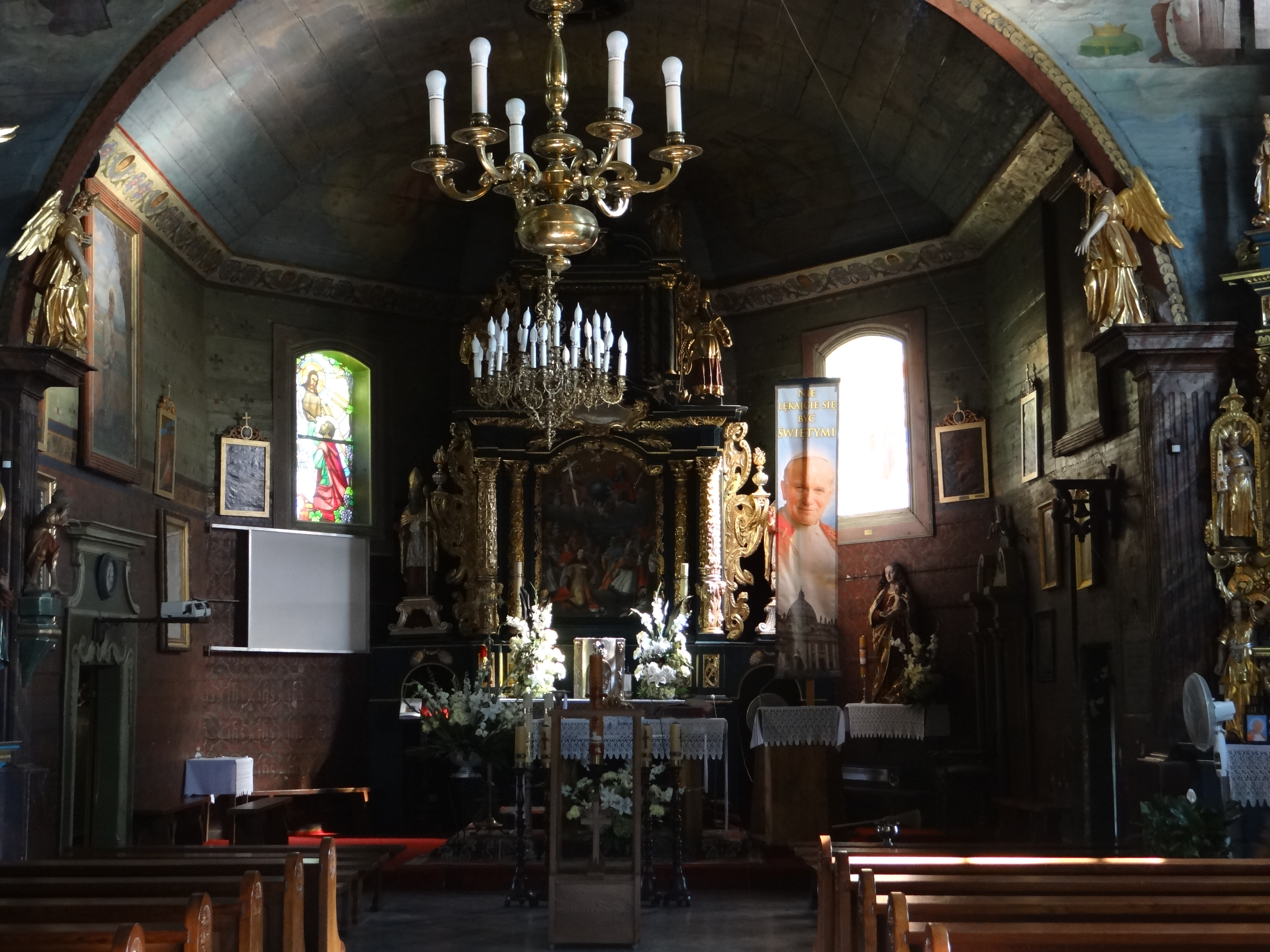
Wnętrze świątyni

Do parafii należy kościół św. Trójcy w Iwanowicach, który powstał w 1745 na bazie gotyckiej świątyni z 1408, w której w XVI w. działali bracia polscy. W 1557 odbył się w niej ich synod. Rekatolicyzacja wsi nastąpiła po przejściu rodziny Dłuskich, właścicieli Iwanowic na katolicyzm. Wówczas kościół wcześniej zamieniony na zbór, po odrestaurowaniu ponownie został konsekrowany w 1624.
Parafia mieści się pod numerem 96. Duszpasterstwo w niej prowadzą księża diecezjalni.

## Proboszczowie
- ks. Ryszard Suchanowski (2006–2022)[1]
- ks. Marcin Żuchowicz (2023– )[2][3]